# Aignes-et-Puypéroux
 Aignes-et-Puypéroux  là một xã ở tỉnh Charente phía tây nước Pháp. Xã này có diện tích 12,99 km², dân số năm 1999 là 269 người. Khu vực này có độ cao trung bình 141 mét trên mực nước biển.